# شهرستان مومباسا
شهرستان مومباسا (به لاتین: Mombasa County) یک شهرستان در کنیا است. شهرستان مومباسا ۲۹۴٫۷ کیلومتر مربع مساحت و ۱٬۲۰۸٬۳۳۳ نفر جمعیت دارد و ۵۰ متر بالاتر از سطح دریا واقع شده‌است.